# Mélangeur statique

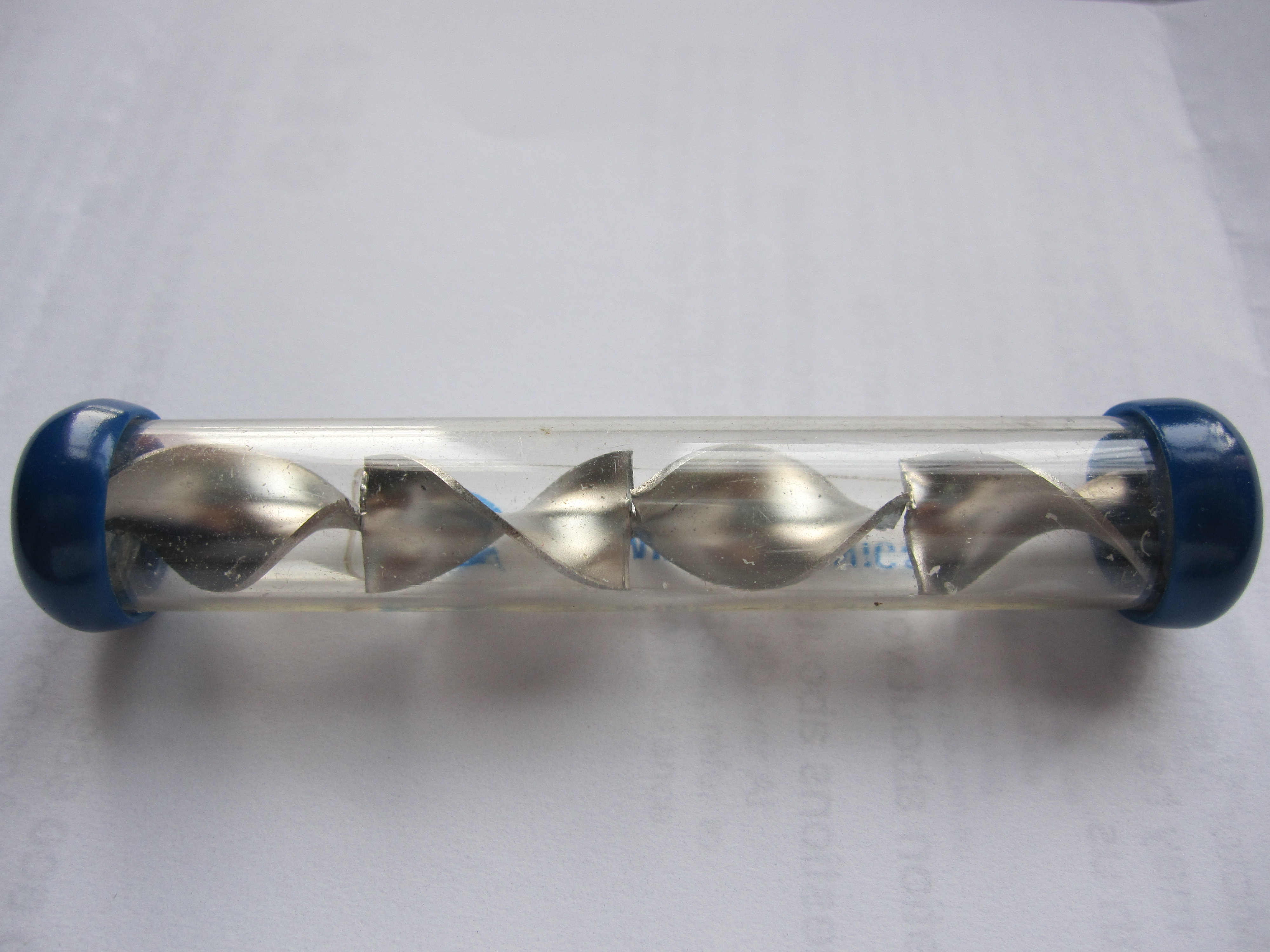
Un exemple de mélangeur statique hélicoïdal inséré dans un tube transparent

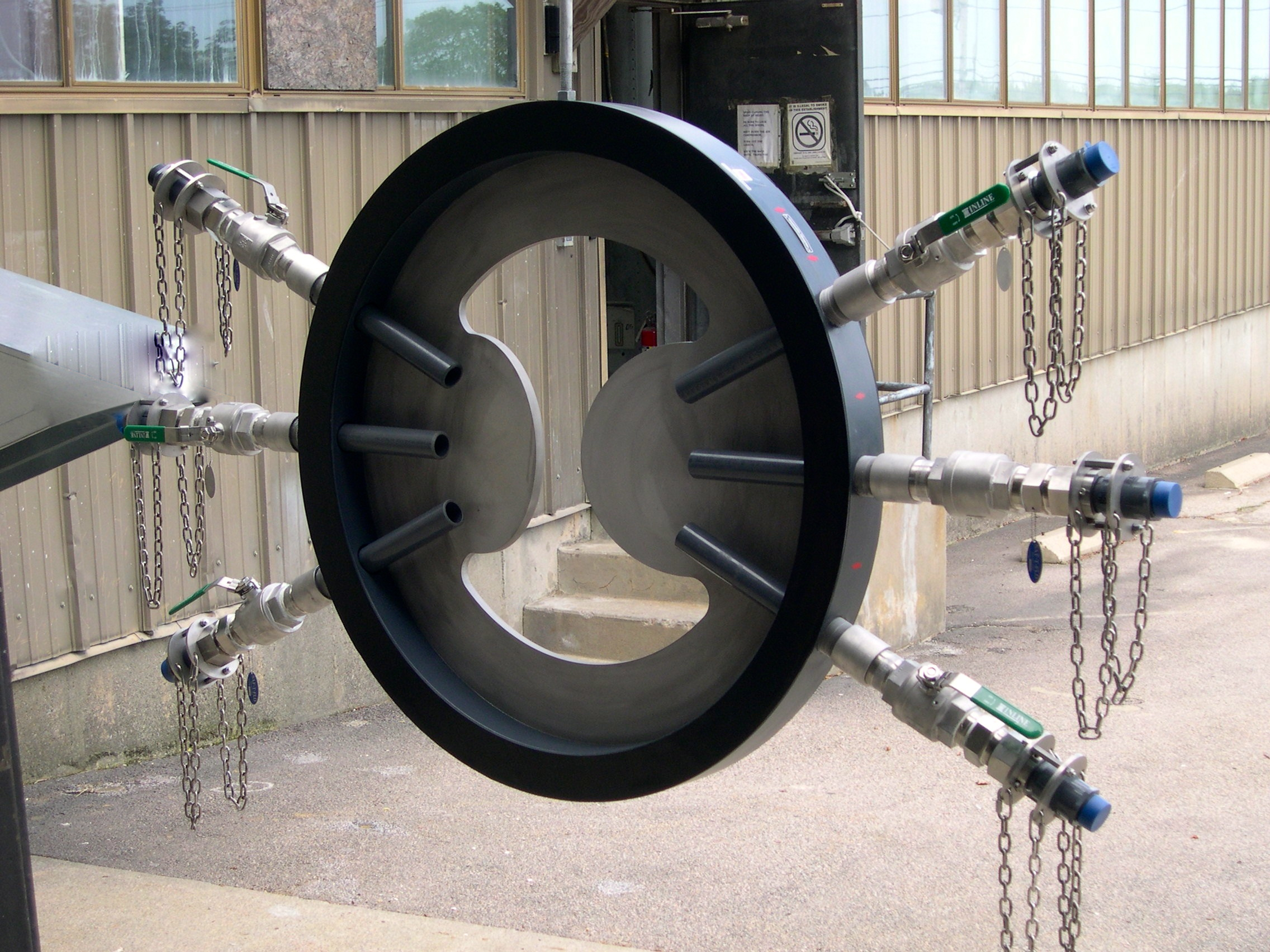
Mélangeur statique à plaque

Un mélangeur statique est un dispositif de mélange en continu des fluides. Ce dispositif permet de mélanger des liquides mais il peut aussi être utilisé avec des gaz ou pour mélanger un gaz et un liquide. Les dépenses énergétiques permettant de favoriser le mélange provoquent une perte de pression lors du passage du fluide à travers le mélangeur statique. Il existe de nombreuses géométries de mélangeur statique. Le type à plaque est un type de géométrie commune. On rencontre aussi des mélangeurs insérés dans des conduites circulaires ou carré.
Les dimensions des mélangeurs sont comprises entre 6 mm et 6 mètres de diamètre. Les mélangeurs statiques sont fabriqués à partir de nombreux types de matériaux en fonction de l'application visée comme l'acier inoxydable, le polypropylène, le Téflon, le PVDF, le PVC, le CPVC et le polyoxyméthylène.

## Géométrie

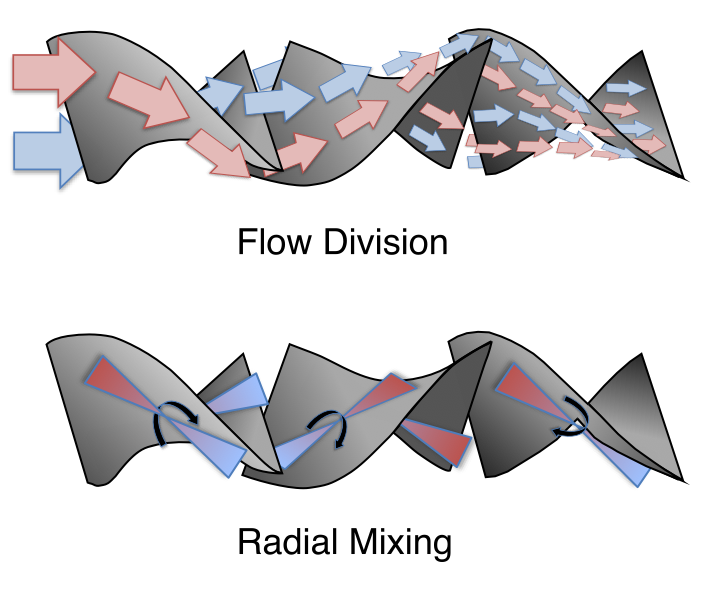
Schéma montrant la séparation de l'écoulement et le mélange radial dans un mélangeur statique

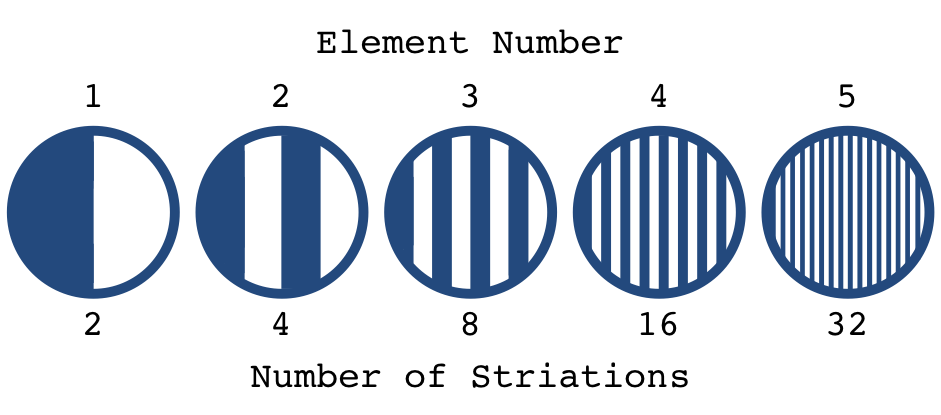
Séparation de l'écoulement en fonction du nombre de chicanes composant le mélangeur statique

Pour le type de mélangeur statique à plaque, les mélanges sont la conséquence d'une forte production de turbulence dans l'écoulement.
Les mélangeurs statiques du type insert contenu dans une cartouche sont constitués d'une série de chicanes fabriqués en métal ou en matière plastique. La cartouche est aussi fabriquée en métal ou en matière plastique. La qualité du mélange dépend de nombreux paramètres tels que les propriétés physiques du fluide, le diamètre interne de la conduite, la forme et le nombre des éléments du mélangeur, la vitesse du fluide. Les inserts en forme d'hélice peuvent produire simultanément une séparation de l'écoulement et un mélange radial.
Les géométries sont très nombreuses et on peut citer par exemple :
- les rubans en hélice, torsadés, perforés, avec piques ou épis...
- les enroulements de fil
- les ailettes
- les générateurs de swirl ou swirler

On distingue généralement deux types d'écoulement suivant la configuration :
- continu : le dispositif s'étend sur toute la longueur de la conduite comme le ruban torsadé.
- décroissant : le dispositif est disposé à un endroit précis de la conduite et la perturbation créée par le dispositif s'atténue progressivement en aval de l'écoulement.

## Applications
Les mélangeurs statiques sont utilisés pour un large champ d'application. Une application classique est le mélange de colle à deux composants (e.g., epoxy). D'autres applications concernent l'épuration des eaux et les procédés chimiques. Les mélangeurs statiques sont aussi utilisés dans les domaines du gaz et du pétrole, en raffinerie pétrolière notamment ainsi que dans les procédés de transformation du bitume ou pour le dessalement du pétrole brut. Dans la production des polymères, les mélangeurs statiques sont utilisés pour faciliter les réactions de polymérisation ou pour ajouter des additifs au mélange.

## Histoire
L'une des premières inventions de mélangeur statique date du 29 novembre 1965 par la société Arthur D. Little. Ce dispositif du type insert a été commercialisé par la société Kenics Motionless Mixer. Aujourd'hui, la marque Kenics est la propriété de National Oilwell Varco. Le brevet du mélangeur statique à plaque est attribué le 24 novembre 1998 à Robert W. Glanville of Westfall Manufacturing. Cependant, il y a d'autres fournisseurs de mélangeurs statiques comme Fluitec Georg AG, incluant Sulzer Chemtech Ltd, Verdermix, Koflo Corporation, Statiflo, KOMAX Systems Inc., and MVV srl[réf. nécessaire].